# Mermaid Melody
Mermaid Melody is een Japanse anime en mangaserie over zeven zeemeerminnen. De serie is geproduceerd door TV Aichi en werd uit gezonden op TV Tokyo. Het eerste seizoen, genaamd Mermaid Melody Pichi Pichi Pitch, bestond uit 52 afleveringen en werd tussen 5 april 2003 en 27 maart 2004 uitgezonden. Het tweede seizoen heette Mermaid Melody Pichi Pichi Pitch Pure en bestond uit 39 afleveringen. Dit seizoen werd tussen 3 april 2004 en 25 december 2004 uitgezonden. De serie is bedacht door Michiko Yokote en getekend door Pink Hanamori.

## Games
Er zijn drie computerspellen (geproduceerd door Konami) uitgebracht op de Nintendo Game Boy Advance.
- Mermaid Melody Pichi Pichi Pitch - Geïnspireerd op Dance Dance Revolution.
- Mermaid Melody Pichi Pichi Pitch Pichi Pichi Party - Een bordspel, geïnspireerd op Mario Party.
- Mermaid Melody Pichi Pichi Pitch Pichi Pichitto Live Start! - Geïnspireerd op de eerste Mermaid Melody game.